# Kembang Kerang
Kembang Kerang is een bestuurslaag in het regentschap Oost-Lombok van de provincie West-Nusa Tenggara, Indonesië. Kembang Kerang telt 8481 inwoners (volkstelling 2010).